# Étienne Pagny
Pour les articles homonymes, voir Pagny.
Étienne Pagny, né le 29 octobre 1829 à Lyon où il est mort dans le 3e arrondissement le 28 décembre 1898,,, est un sculpteur français.
Il restera la majeure partie de sa vie établi à Lyon où il obtiendra une certaine réputation.

## Biographie
Étienne Pagny est issu d’une famille modeste, il est le fils de Jacques Pagny fabricant de tulle, puis facteur de diligence, et d'Élizabeth Courbon, originaire de Thèze. Il naît à Lyon le 29 octobre 1829, rue Puitspelu (aujourd’hui rue Palais-Grillet). Il commence ses études d'art à l'école de la Martinière sous la conduite du sculpteur Robert, professeur de modelage, puis choisit de se tourner vers la sculpture, ne suivant pas les conseils de Louis Dupasquier qui voulait faire du jeune homme un architecte. Il est élève à l'École des beaux-arts de Lyon de 1847 à 1849 dans les ateliers de Guillaume Bonnet, Joseph-Hugues Fabisch et François Félix Roubaud. Il part ensuite pour Paris où il entre dans l'atelier de Roubaud.
En 1849, il doit se rendre avec le corps expéditionnaire à Rome sous les ordres du général Oudinot lors de la première guerre d'indépendance italienne. En dehors du temps consacré à son service, il profite de ce moment pour s'imprégner des chefs-d'œuvre des grands maîtres de la ville italienne. Il revint ensuite dans sa ville natale et, jusqu'en 1873, il fut le compagnon et le collaborateur de Guillaume Bonnet.
Il assure la charge de professeur de modelage à l'école de la Guillotière à Lyon pendant 15 ans.
Il meurt après une longue et douloureuse maladie le 28 décembre 1898.

## Son œuvre
Étienne Pagny travaillera au côté de Guillaume Bonnet pendant de nombreuses années. Le peintre Joseph Guichard écrit que Pagny a été « étouffé vingt-ans par Bonnet ». En effet, pendant 17 années Pagny a pris part à de grands travaux sans que les archives de Bonnet n'en conservent la trace. La première grande commande lyonnaise de Guillaume Bonnet est Saint-Pierre de Vaise, puis pour le fronton sud de l'hôtel de ville, des chantiers pour lesquels Pagny a pu travailler au côté de Charles Dufraine.
À la mort de Bonnet, il se lance dans une carrière personnelle et monte son atelier. Il exécute plusieurs groupes religieux importants et un grand nombre de bustes en marbre.
En 1877, il obtient le troisième prix au concours pour le décor du théâtre des Célestins de Lyon, ce qui lui vaut par la suite la commande de trois portraits : Victor Hugo, Alfred de Musset et Eugène Scribe pour la façade. Aux Célestins, il travaille également comme praticien au côté de Roubaud et se présente comme son élève lorsqu'il expose à Saint-Étienne en 1891.

### Monument des enfants du Rhône
Étienne Pagny remporte le concours pour la réalisation du groupe sommital du Monument en l'honneur des Légionnaires, des Gardes mobiles et des Enfants du Rhône qui ont pris part à la défense nationale de la Guerre franco-allemande de 1870. Communément appelé Monument des enfants du Rhône, la sculpture est placée à l'entrée du parc de la Tête d'Or et a été inaugurée le 30 octobre 1887. Le bronze est fondu par Thiébaut frères. Le graveur Forest-Fleury écrit à propos de cette œuvre : « Le patriotisme de Pagny l'a magnifiquement inspiré ». Elle reste la principale œuvre de l'artiste, le modèle du groupe a été exposé au Salon de 1888, en 1891 on demandera à Pagny un exemplaire pour l'hôtel de ville de Lyon.

### Œuvres dans les collections publiques
- Belfort, musées de Belfort : La Ville de Lyon à la ville de Belfort en souvenir des anciens mobiles du Rhône, 1887, groupe en bronze.
- Lyon :
  - Cimetière de Loyasse : 
    - Jean Seignemartin, 1876, buste en bronze ornant la tombe de l'artiste[8] ;
    - tombeau de Guillaume Bonnet ;
    - Marius Neu-Richard, 1880, buste en bronze[9] ;
    - Pierre Durand, 1881, médaillon en bronze[9].

  - Hôtel de préfecture du Rhône, horloge du fronton : Le Jour et La Nuit, 1891, cariatides.
  - Musée des beaux-arts de Lyon : 
    - Louisa Siefert (1845-1877), 1880, buste en marbre[10] ;
    - Pierre Lortet (1792-1868) médecin, 1880, buste en marbre. Le modèle en plâtre a figuré au Salon de 1885 ;
    - Guillaume Coustou, médaillon en bronze ;
    - Philibert de L'Orme, médaillon en bronze ;
    - Jacques Stella, médaillon en bronze.

  - Place du Général-Leclerc : Monument aux morts de 1870, ou Monument des mobiles et des légionnaires du Rhône, dit aussi Monument des enfants du Rhône, 1887[11].
  - Théâtre des Célestins : 
    - Alfred de Musset, 1877 ;
    - Eugène Scribe, 1877 ;
    - Victor Hugo, 1877 ;
    - L'Art tragique et L'Art comique, esquisse en plâtre pour le concours des statues de la façade du Théâtre des Célestins[5].

  - Cimetière de la Croix-Rousse :
    - Antoine Roze, 1880, médaillon en bronze ;
    - L. Faure, médaillon en bronze.

  - Palais de la Bourse : Jean-Baptiste Say, économiste, 1883, buste.
  - Cour de l’École de La Martinière : Charles-Henri Tabareau, professeur à l’École de La Martinière, 1884, buste en bronze[5].
  - Église Saint-Charles de Serin : Visite des apôtres au tombeau de la Vierge, 1882, groupe en marbre, modèle en plâtre.
  - Bibliothèque municipale de Lyon : plaque commémorative en l'honneur des Lyonnais morts pour la patrie pendant la guerre franco-allemande de 1870-1871, inaugurée dans l’hôtel de ville de Lyon en décembre 1898.
- Jujurieux :
  - Buste de Claude-Joseph Bonnet (1887).
  - Localisation inconnue : 
    - François Gillet, 1881, buste ;
    - Docteur Chossal de Genève, 1882, buste en marbre ;
    - Comité des secours aux ouvriers sans travail, pour la Ville de Lyon, 1879, modèle de la médaille offerte aux membres du comité ;
    - Antoine-Auguste Genin, 1875, buste en marbre, exposé au Salon de 1896[3] ;
    - Stéphane Gayet, Magistrat Lyonnais , buste en bronze de 1888.

## Galerie

Œuvres d'Étienne Pagny
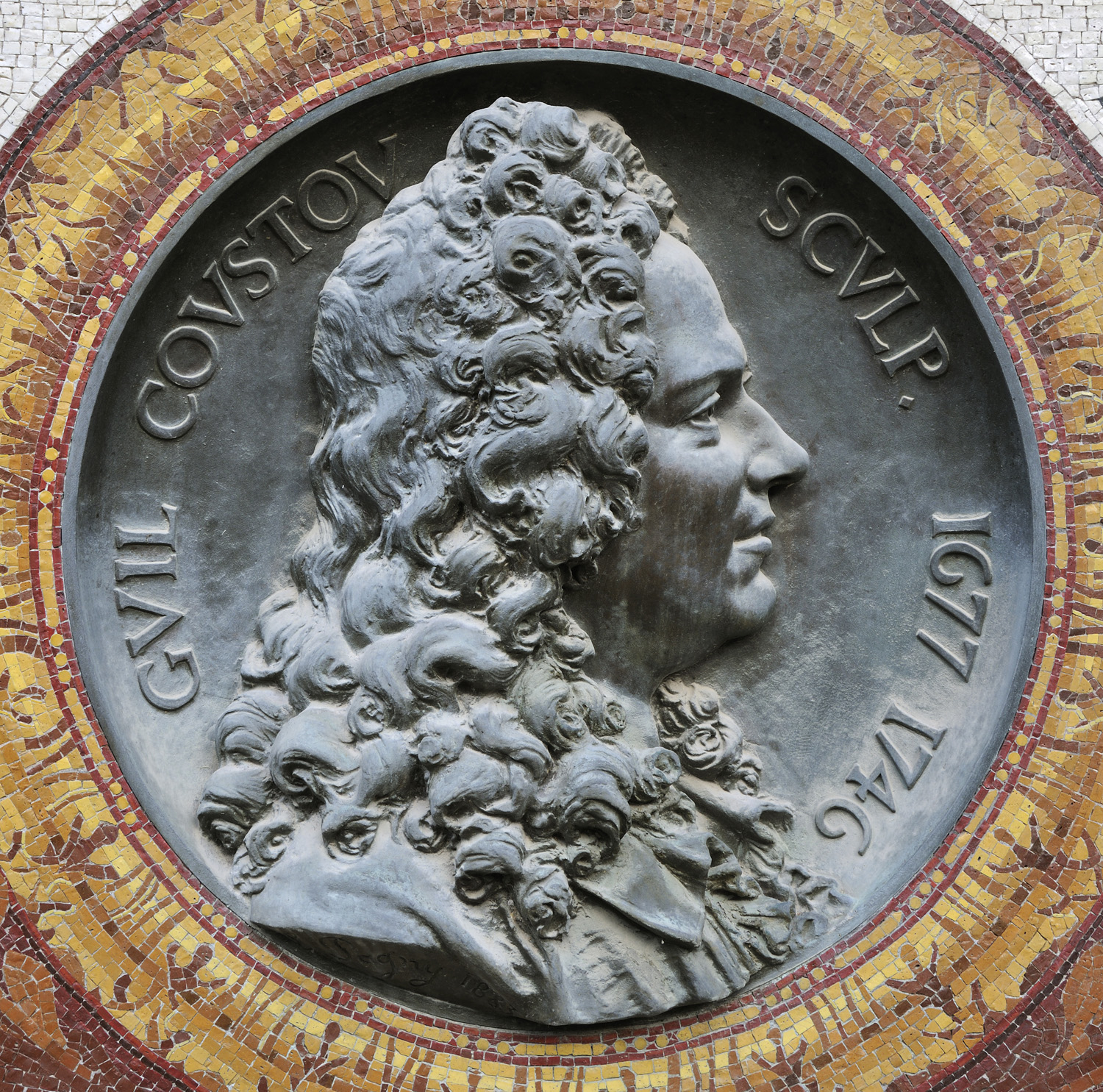
Guillaume Coustou, médaillon en bronze, musée des beaux-arts de Lyon.
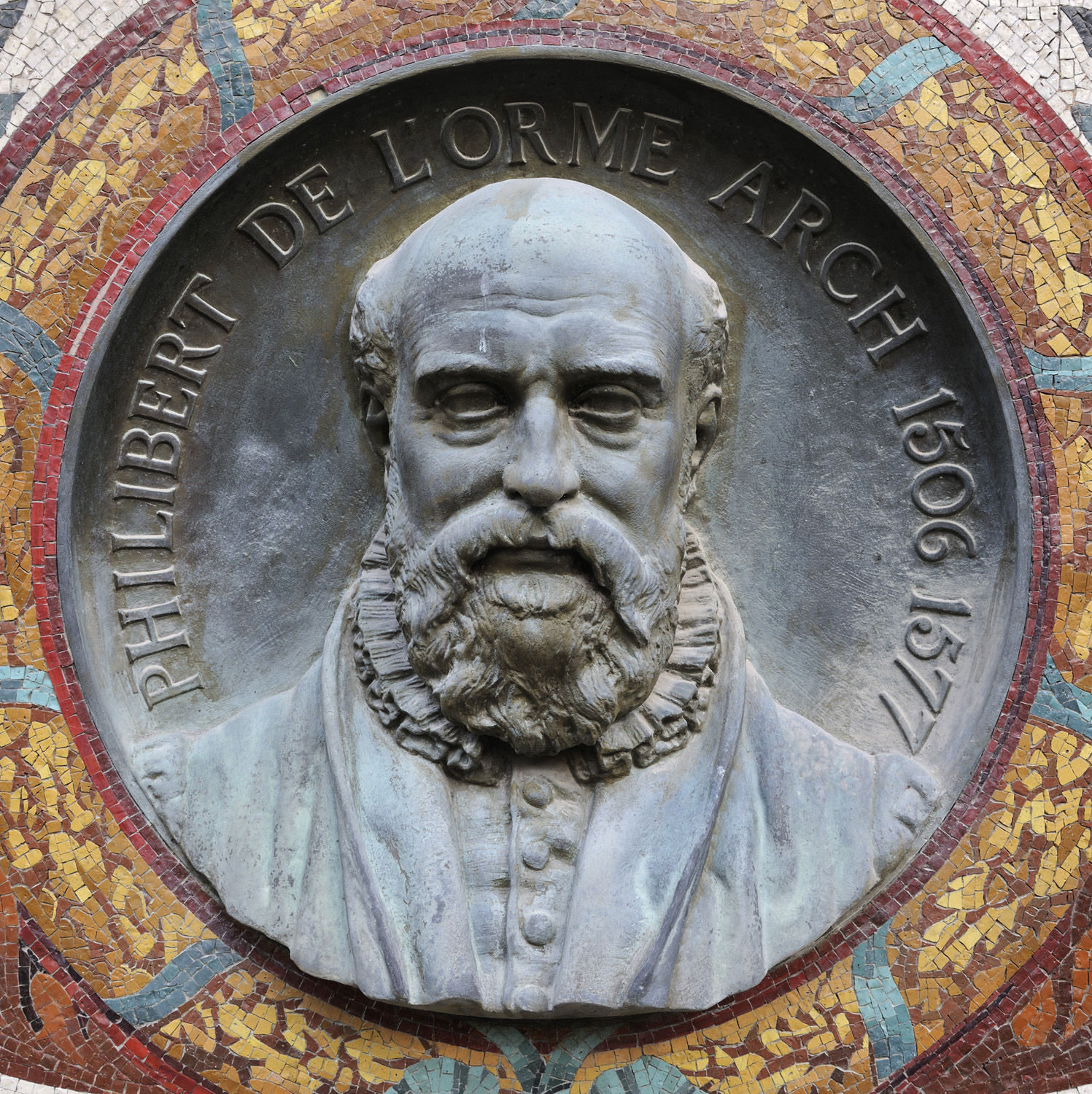
Philibert de L'Orme, médaillon en bronze, musée des beaux-arts de Lyon.
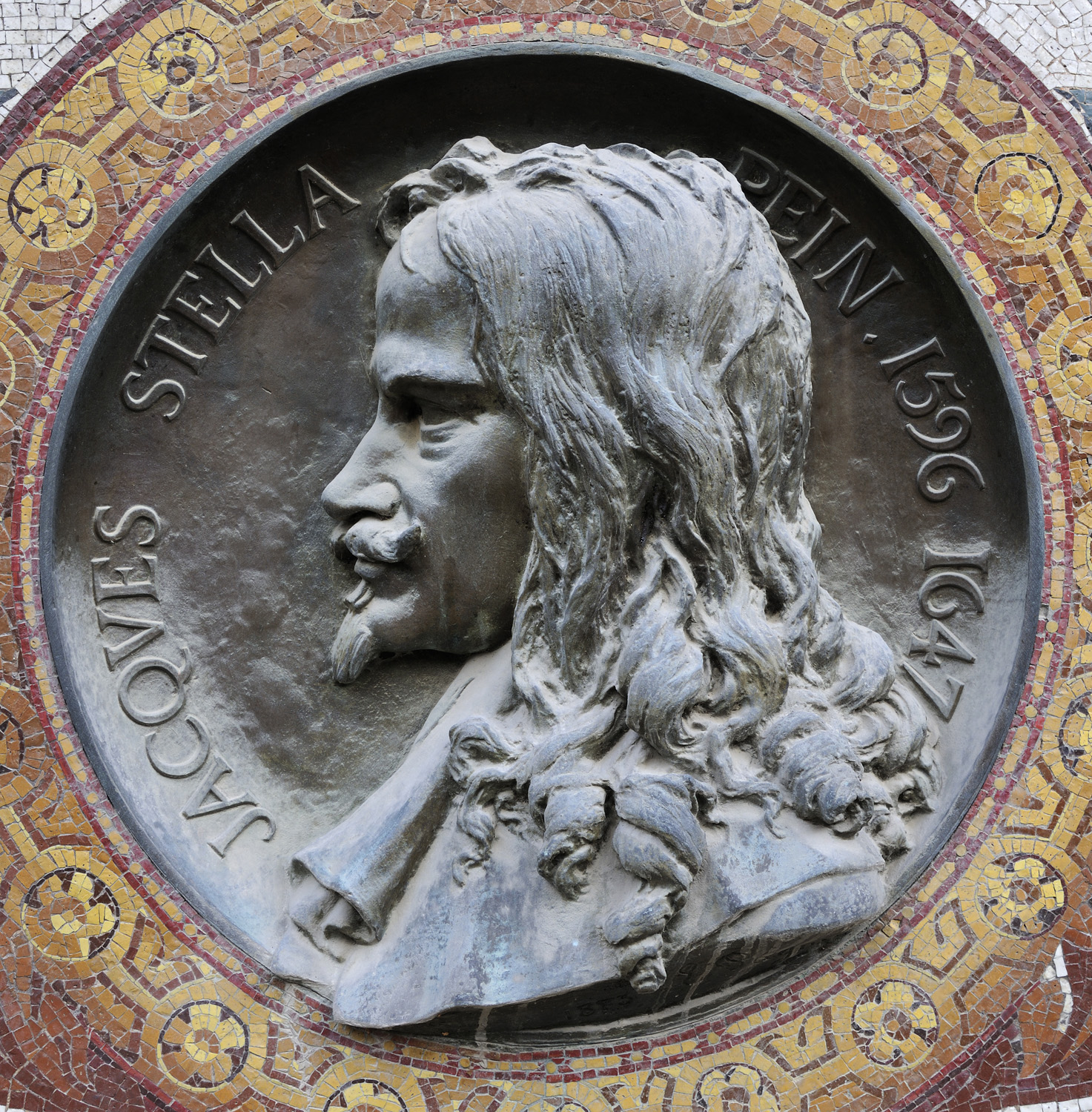
Jacques Stella, médaillon en bronze, musée des beaux-arts de Lyon.
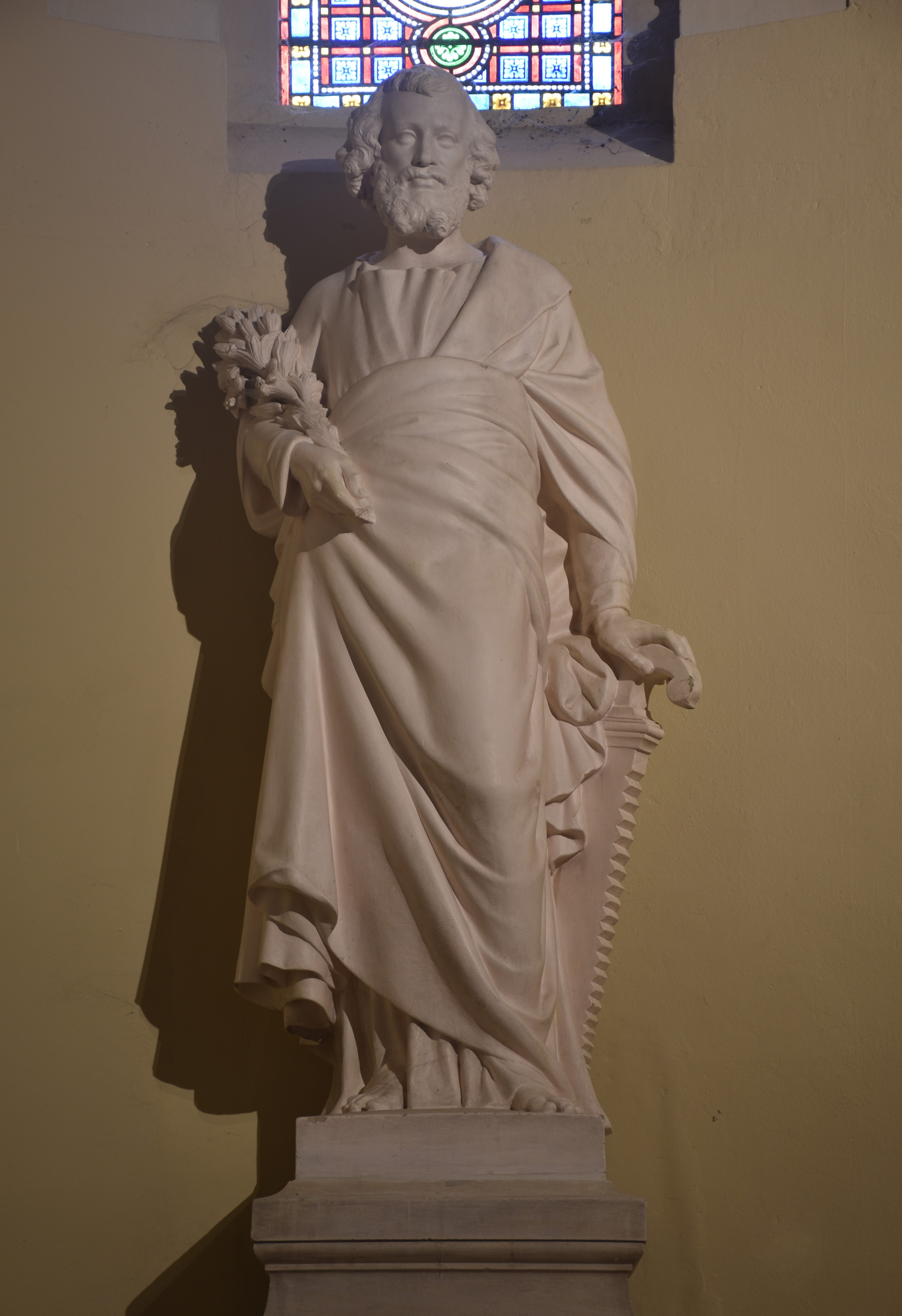
Saint Joseph (1875), église Notre-Dame du Bon Secours, Montchat, Lyon 3e
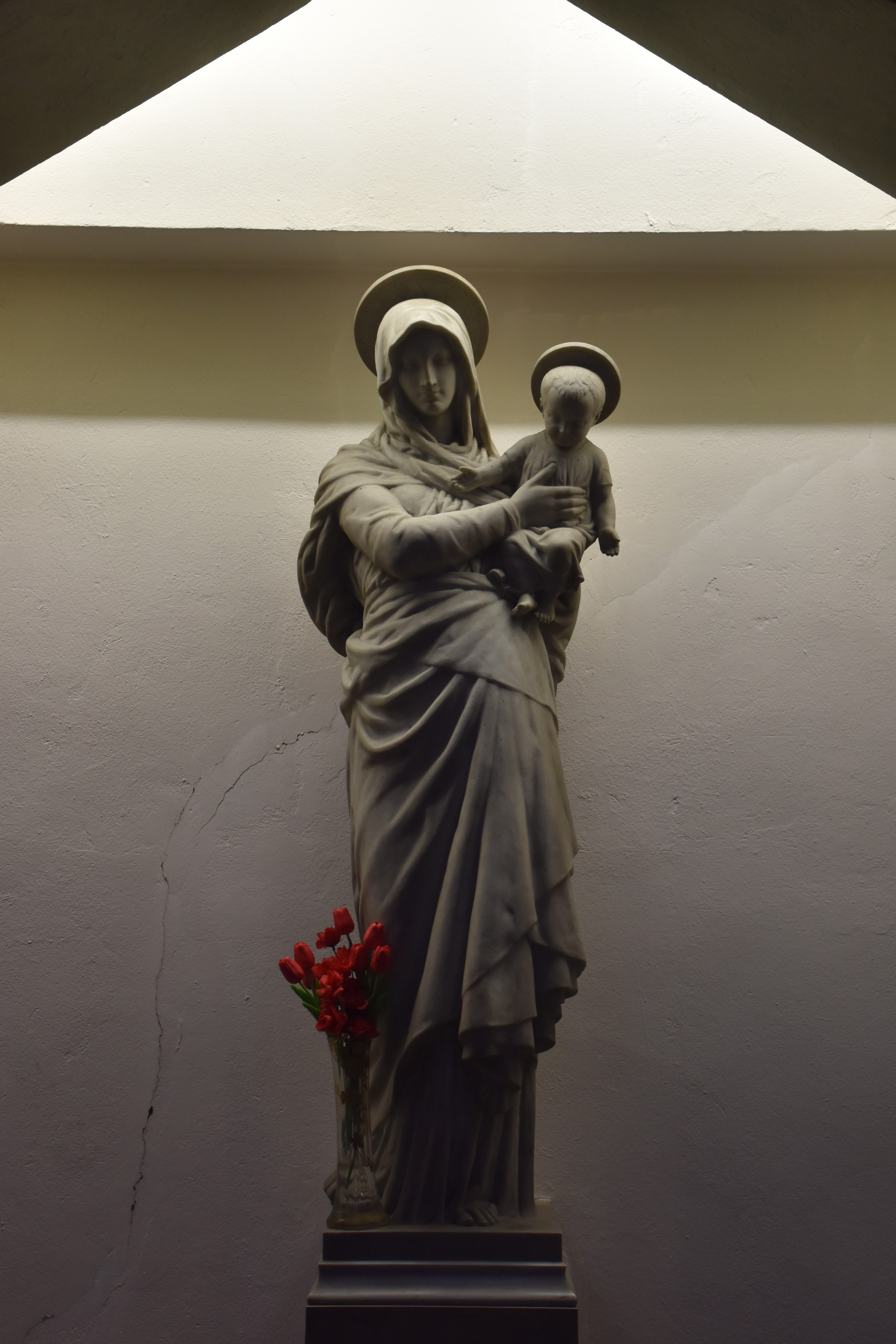
Vierge à l’Enfant (1880), église Saint-Charles de Serin, Lyon
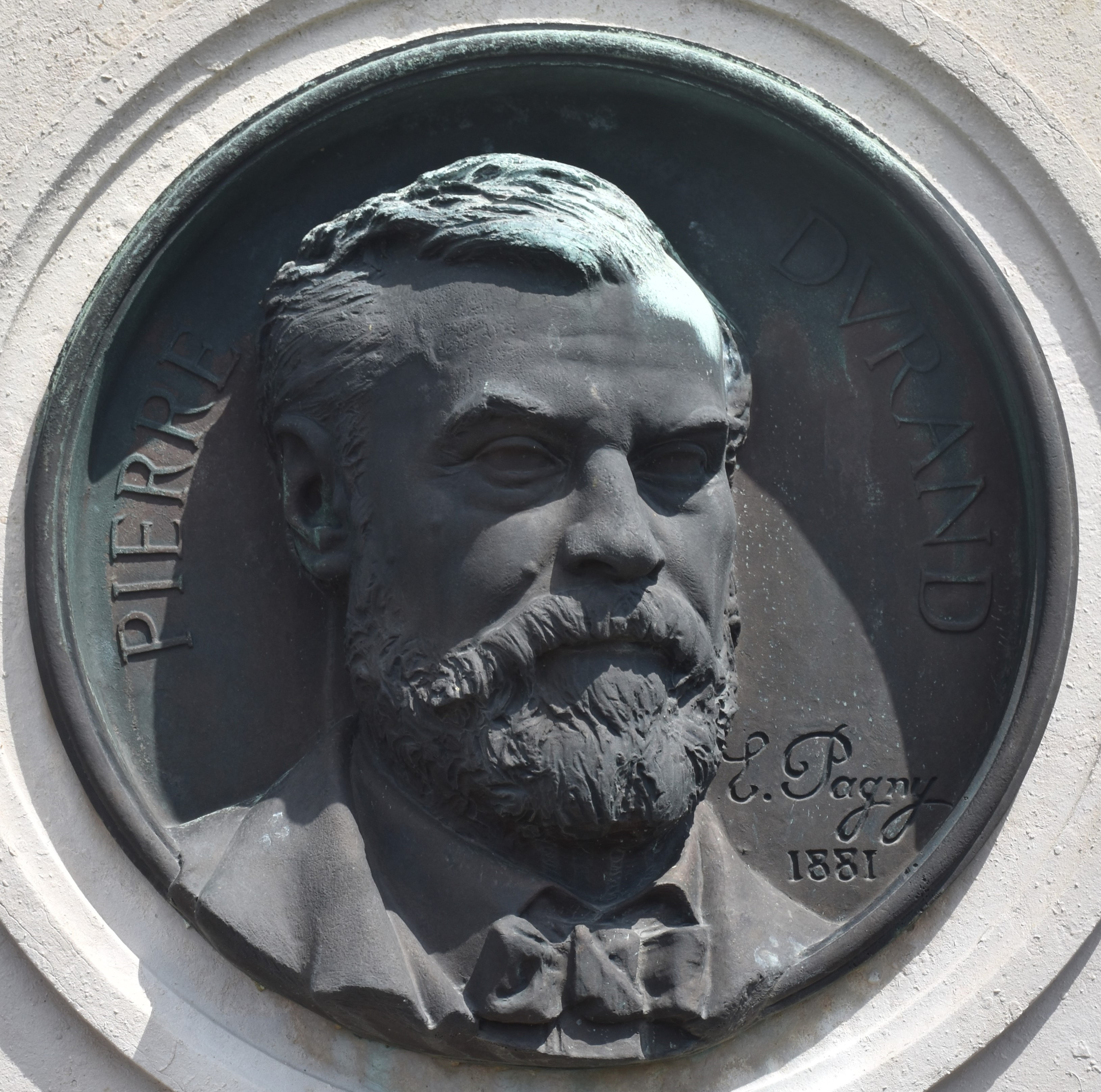
Portrait de Pierre Durand, médaillon en bronze (1881), Cimetière de Loyasse, Lyon
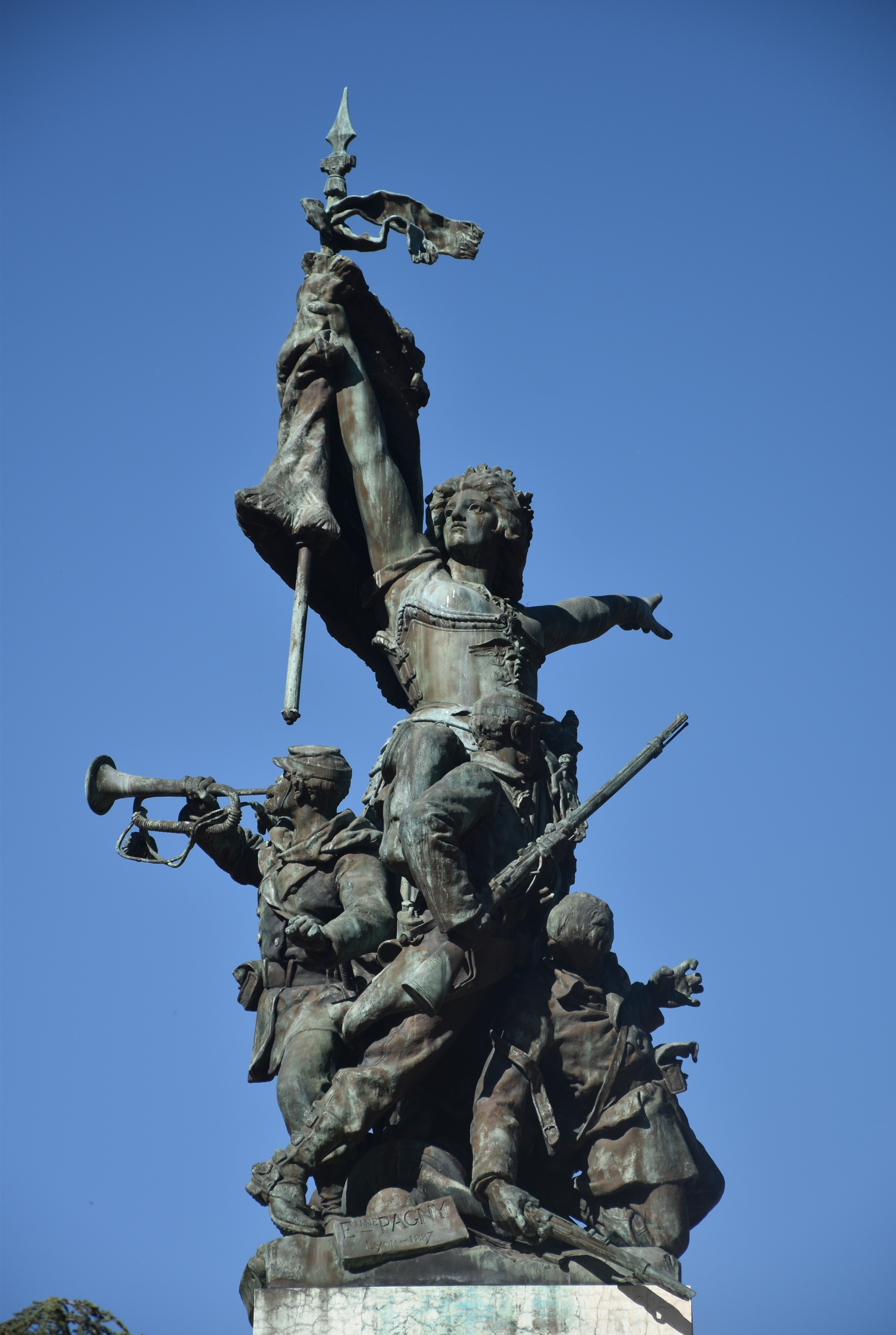
La Défense, groupe du Monument des Enfants du Rhône (1887), place du Général Leclerc, Lyon
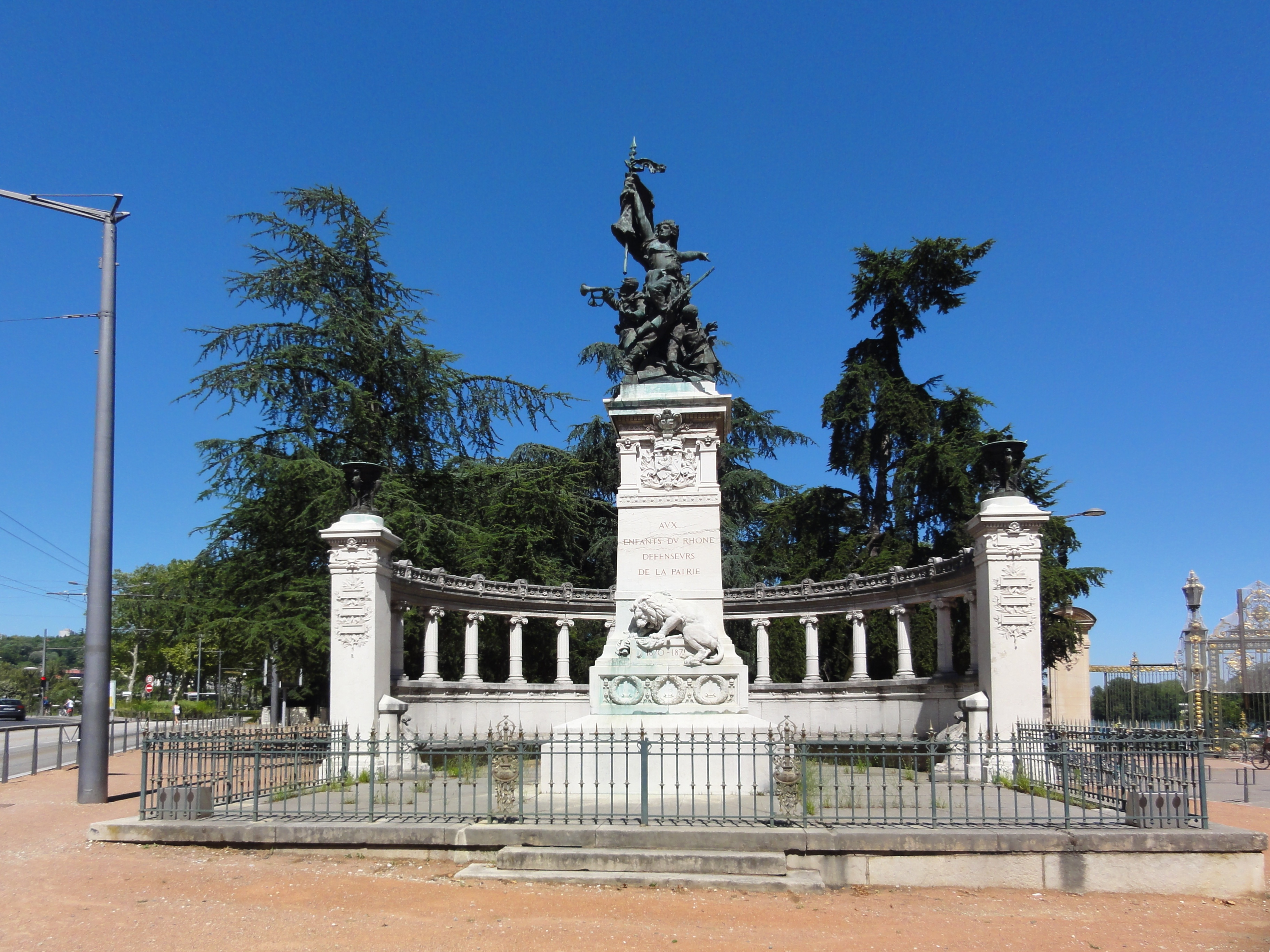
Monument des mobiles et des légionnaires du Rhône (1887), Lyon, place du Général-Leclerc.
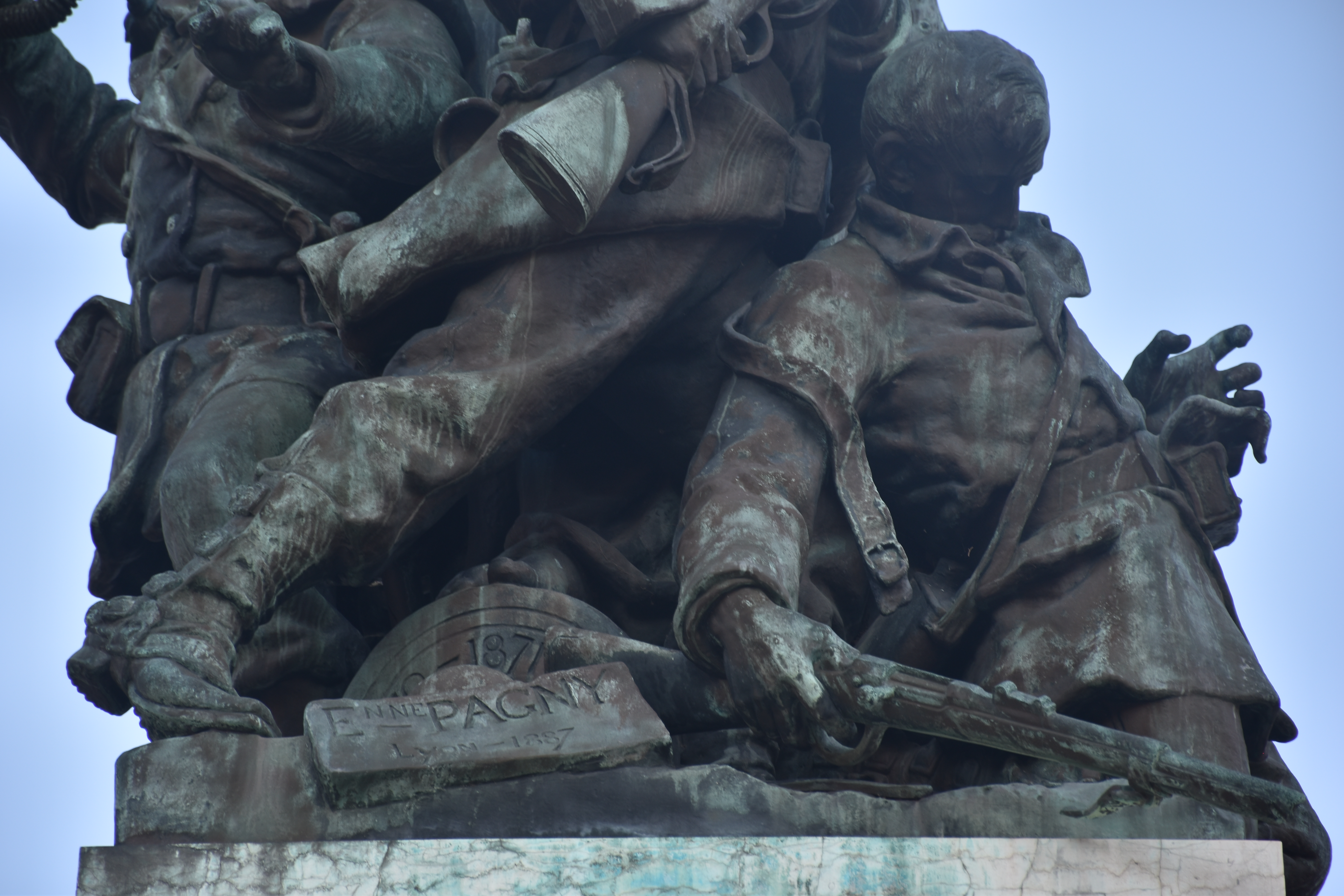
Détail de la signature du sculpteur, Monument des enfants du Rhône (1887), place du Général Leclerc, Lyon.
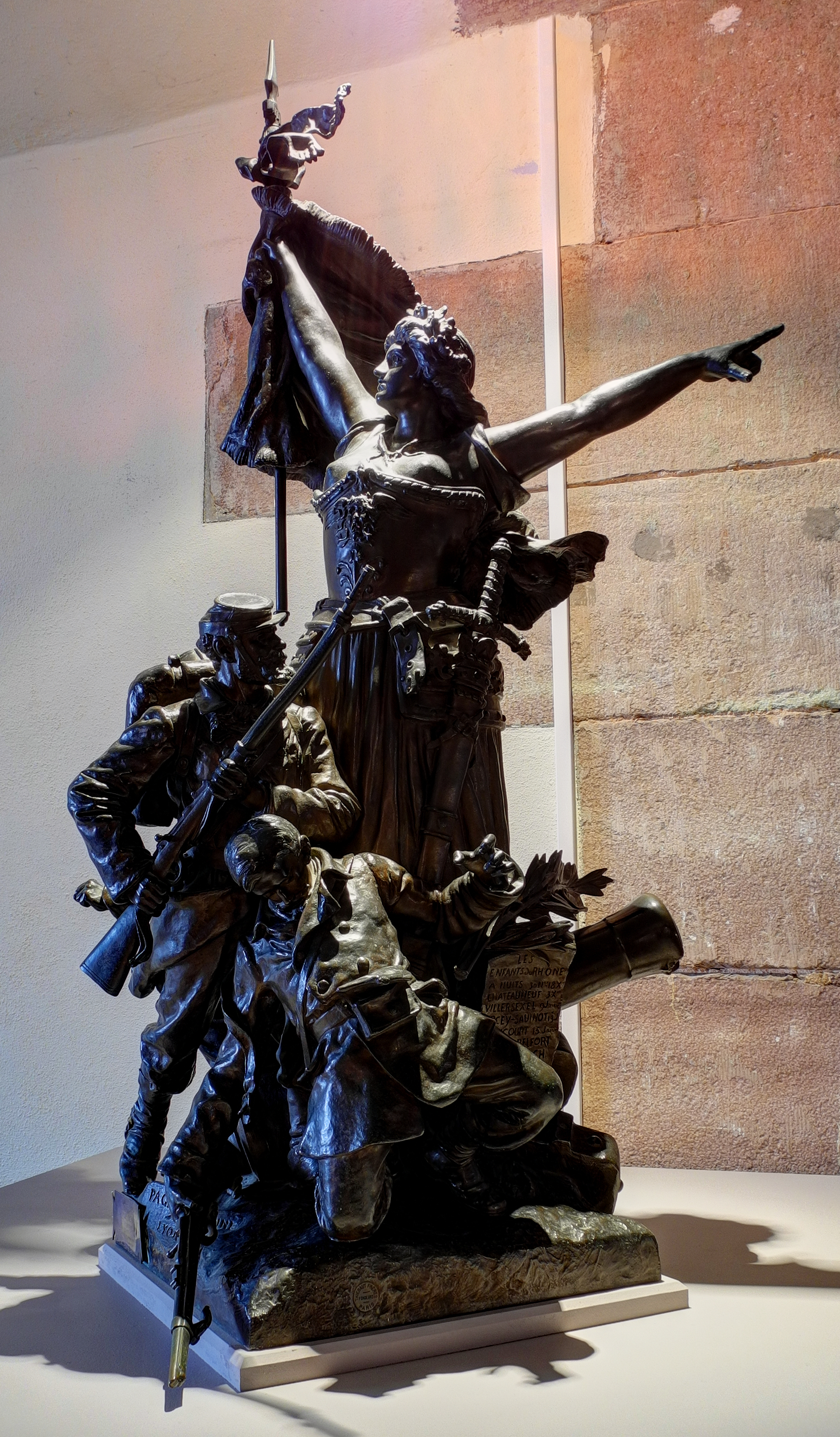
La Ville de Lyon à la ville de Belfort en souvenir des anciens mobiles du Rhône, musées de Belfort.
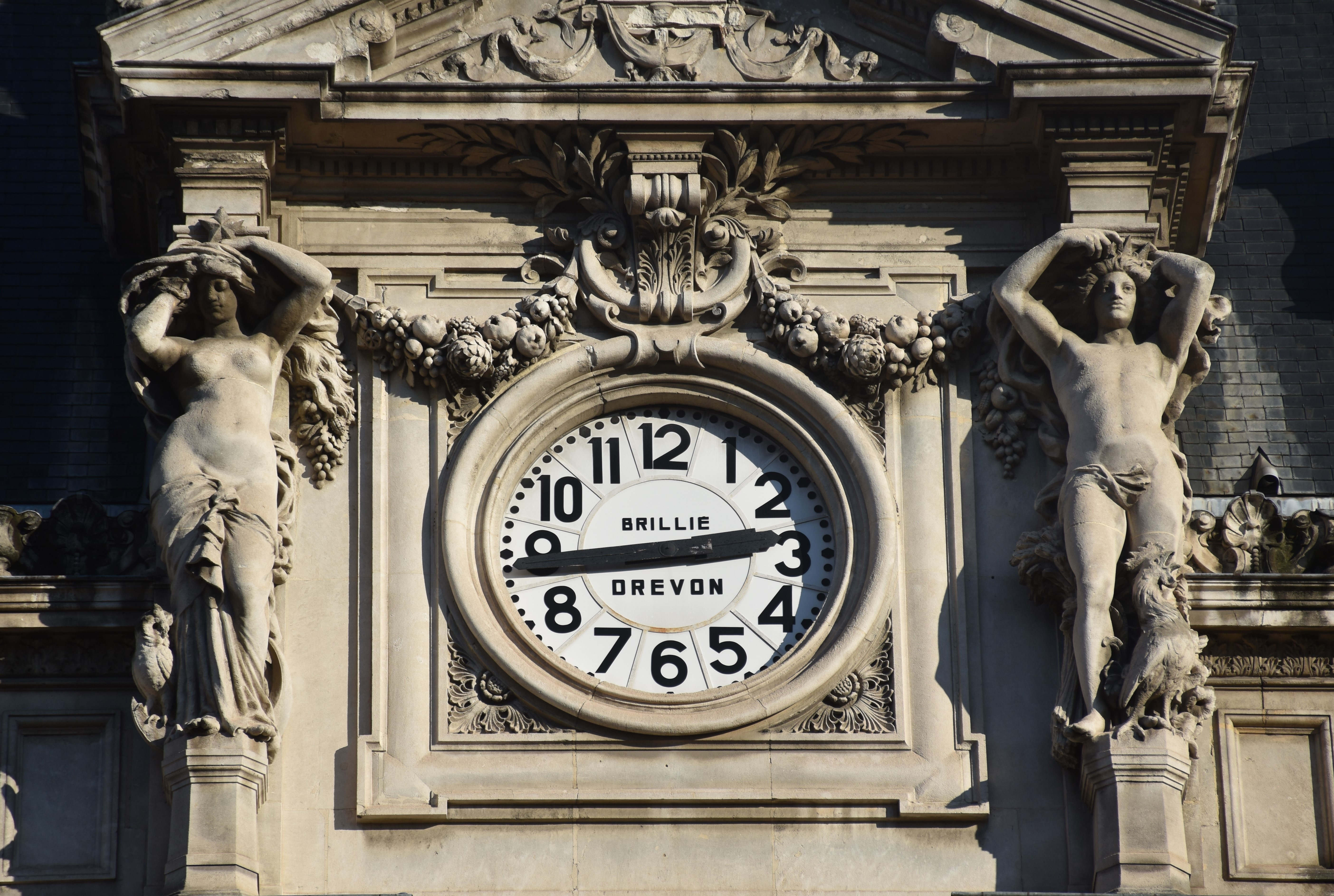
La Nuit et Le Jour (1891). Lyon, hôtel de préfecture du Rhône, l’horloge de la façade.
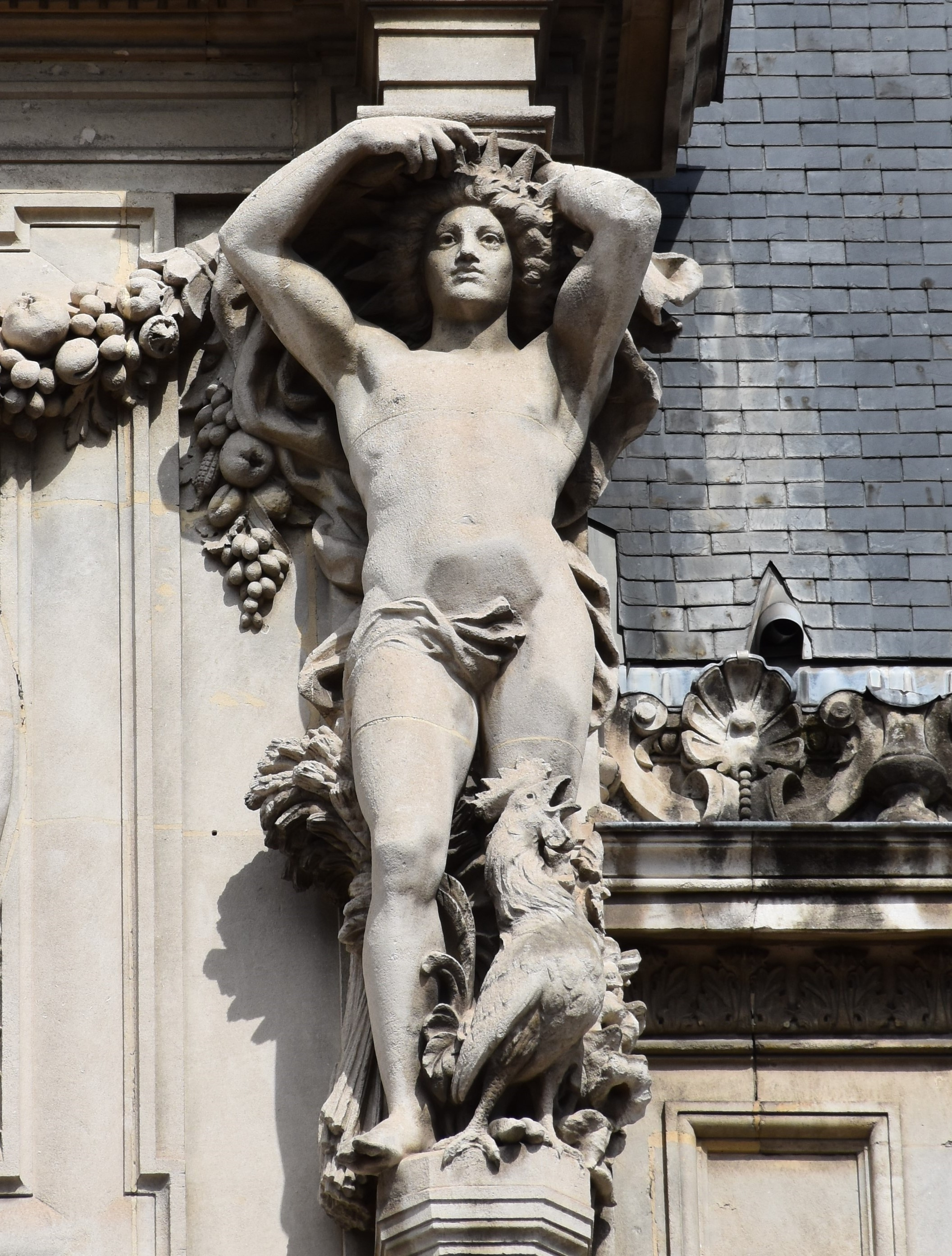
Le Jour (1891), Lyon, hôtel de préfecture du Rhône, l’horloge de la façade.